# Культура пещер
Культура пещер, в которой прослеживается заметное влияние восточных культур, была распространена в центральной части Испании около 4000 — 3000 гг. до н. э. Названа так потому, что большинство материалов данной культуры обнаружено в пещерах.
По своему характеру в основном была неолитической, испытала влияние мегалитических культур Иберии. Прослеживаются отдельные пережитки мезолита. Найдены керамика с коническим дном и кардиальным орнаментом, каменные топоры, округлые в сечении, тесла, долота. Жилища расположены главным образом в пещерах. В числе домашних животных (кроме повсеместно встречающейся в неолите собаки) крупный рогатый скот, козы, овцы и свиньи. Земледелие носило зачаточный характер, а охота сохраняла еще большое значение, о чем, в частности, свидетельствуют рисунки на стенах пещер и пристроенных к ним укрытий с изображением (в условной манере) диких животных и эпизодов охоты. Погребения, встреченные в пещерах — отдельные скорченные трупоположения.
Около 3000 г. до н. э. новая волна мигрантов с востока даёт начало альмерийской культуре.